# Lac Tenaya
Pour les articles homonymes, voir Tenaya (homonymie).
Le lac Tenaya est un lac de montagne situé dans le parc national de Yosemite en Californie. Il tient son nom du chef amérindien Tenaya, mort en 1853.
Dans Un été dans la Sierra, paru en 1911, John Muir indique avoir randonné jusqu'au lac le 27 juillet 1869.